# بیمارستان گلستان اهواز
بیمارستان گلستان اهواز در منطقه گلستان شهر اهواز واقع شده و بیمارستانی آموزشی، پژوهشی و درمانی است که در سال ۱۳۴۹ تأسیس و در حال حاضر 718 تخت دایر دارد.

## تاریخچه
در سال ۱۳۳۶ وزارت گمرک وقت تصمیم به تاسیس بیمارستانی در منطقه کوی گلستان اهواز برای ارایه خدمات درمانی به کارکنان خود در استان خوزستان گرفت. به رغم گذشت چند سال از آغاز اجرای پروژه، به علت مشکلات پیش آمده در نهایت این بیمارستان نیمه کاره به دانشگاه اهواز واگذار گردید. دانشگاه جندی شاپور پروژه تکمیل ساختمان بیمارستان را با هدف ایجاد یک مرکز آموزشی، پژوهشی و درمانی و با اعمال تغییرات اساسی در نقشه آن آغاز نمود و پس از سال ها تلاش و پیگیری و فراز و نشیب های فراوان، در تاریخ 27 مهر ماه سال ۱۳۴۹ اولین بیمار در بیمارستان گلستان اهواز پذیرش گردید و از آن زمان تا به امروز که بیش از نیم قرن می گذرد، تلاش ها و کوشش های بسیار مسئولین، پزشکان، پرستاران و کارکنان این مرکز در امر خدمت رسانی در حوزه درمانی به مراجعان و بیماران محترم و همچنین به موازات آن آموزش کادر پزشکی و نیز انجام تحقیقات علمی همچنان با جدیت و بدون لحظه ای وقفه ادامه دارد. یکی از دوره های مهم در بیمارستان گلستان اهواز، مقارن با جنگ هشت ساله تحمیلی عراق علیه کشورمان بوده است و بیمارستان گلستان در این دوره نقش به سزایی در درمان مجروحین جنگ بر عهده داشته که همواره باید از کوشش های پزشکان و پرستاران و کادر درمانی آن برهه به نیکی یاد نمود. پس از خاتمه جنگ، بسیاری از بخش های درمانی و تجهیزات پزشکی به شدت فرسوده و در مواردی غیر قابل استفاده بودند که تلاشی چشمگیر در دوران پس از خاتمه جنگ به ویژه مقارن با دوران ریاست آقای دکتر محمود جهانگیرنژاد در بیمارستان گلستان برای بازسازی و توسعه بخش های قدیمی و همچنین تاسیس بخش های جدید تخصصی و فوق تخصصی و تهیه و به کارگیری تجهیزات مدرن و منحصر به فرد کلینیکی و پاراکلینیکی به انجام رسید که شایسته است از کوشش های شبانه روزی پزشکان، پرستاران و کارکنان پر تلاش بیمارستان در آن زمان و نیز حمایت مسئولین وقت دانشگاه نیز به نیکی یاد نمود. ساخت بخش هایی مانند پرتو درمانی و آنکولوژی، پزشکی هسته ای، جراحی قلب و عروق، نرولوژی، نفرولوژی، پیوند کلیه، اتاق های عمل جدید، آی سی یو های جدید شامل آی سی یو شماره دو، آی سی یو جراحی قلب، آی سی یو پیوند و آی سی یو جراحی مغز و اعصاب، آنژیوگرافی قلب و عروق، ام آر آی، گاما اسکن، شتاب دهنده خطی پر انرژی، اکوکاردیوگرافی، الکترومیوگرافی در دوره یاد شده، نه تنها در سطح استان خوزستان بلکه در سطح قطب غرب و جنوب غرب کشور منحصر به فرد و بی نظیر بود. اکنون، بیمارستان دانشگاهی و دولتی تخصصی و فوق تخصصی گلستان اهواز با 718 تخت فعال و نیز 38 بخش بستری و 20 بخش پارا کلینیک در حال فعالیت و خدمت به مردم شریف استان خوزستان، استان های همجوار و کشور های همسایه می باشد.